# Egder de Biármia
Segundo a obra de Saxão Gramático, Feitos dos Danos, Egder foi um caudilho víquingue, rei de Biármia, que morreu em combate contra o berserker Arngrim que procurava acumular façanhas para casar com a filha de Frodi, rei da Dinamarca. Arngrim obrigou a seus súbditos a pagar-lhe um danigeldo de um hide por cabeça.